# Egzokrine žlijezde
Egzokrine žlijezde (žlijezde s vanjskim lučenjem) luče proizvedene tvari izvan tijela ili u šupljine koje su povezane s vanjskim prostorom.
Najvažnije egzokrine žlijezde su žlijezde znojnice, slinovnice, suzne žlijezde, dojke, gušterača i jetra.
Egzokrine žlijezde mogu se podijeliti na temelju nekoliko kriterija.

### Kriterij broja stanica
- jednostanične žlijezde - su žlijezde formirane od samo jedne stanice. Kod čovjeka i viših životinja tu vrstu žlijezda čine tzv. vrčaste stanice, koje se nalaze u crijevnom epitelu i epitelu dišnih organa. Vrčaste su stanice sužene u bazalnom dijelu (dubini epitela) i postepeno se šire prema apikalnom dijelu (površini epitela) u kojem akumuliraju mucin, tvar koja će u kontaktu s vodom postati sluz (mukus).

- višestanične žlijezde - čine sve ostale egzokrine žlijezde, koje imaju grozdastu strukturu sastavljenu od višestaničnih adenomera.

### Kriterij načina oslobađanja sekreta
- merokrine žlijezde - akumuliraju sekret u obliku sekretnih zrnaca obloženih membranom koji se izlučuju egzocitozom.

- apokrine žlijezde - sakupljaju sekret u apikalnom dijelu stanice, prema površini epitela. U trenutku sekrecije cijeli apikalni dio stanice se odvaja zajedno s djelom citoplazme koji sadrži sekret. Tijekom apokrine sekrecije stoga stanica gubi dio stanične membrane i citoplazme.

- holokrine žlijezde - stanice tih žlijezda u cijelosti sudjeluju u procesu sekrecije. Tijekom nakupljanja sekreta u citoplazmi, cijela se stanica postepeno razgrađuje i ona sama postaje sekret. Tijekom holokrinog lučenja dolazi do uništenja stanice, stoga se one stalno obnavljaju diobom i diferencijacijom matičnih stanica epitela.

### Kriterij karakteristike sekreta
- serozne žlijezde - proizvode vodenasti sekret niske viskoznosti, koji sadrži uglavnom enzime. Stanice seroznih žlijezda su piramidalnog oblika, sa širokim bazalnim dijelom u kojem se nalazi stanična jezgra i užim apikalnim dijelom u kojem se sakupljaju granule sekreta u obliku zimogena. Ove stanice imaju visoko razvijen endoplazmatski retikulum i Golgijevo tijelo, što ih intenzivno boji bazofilnim bojama pri pripremi za mikroskopsko promatranje.

- mukozne žlijezde - proizvode gusti i viskozni sekret koji sadrži mucin. Mucin se u kontaktu s vodom pretvara u sluz (mukus). Sekret je u ovom slučaju uglavnom sastavljen od mukopolisaharida, koji se ne boji uobičajenim bojama u mikroskopiji. Stanice mukoznih žlijezda su prozirnog i pjenastog izgleda u optičkoj mikroskopiji, s malom i bazofilno obojenom jezgrom u bazalnom dijelu stanice.

- mješovite žlijezde - su žlijezde sastavljene od i seroznih i od mukoznih stanica karakteristično raspoređenih u prostoru. Serozne su stanice raspoređene u bazalnom dijelu adenomera, udaljene od sekrecijskog kanala i poprimaju konkavni oblik. U histološkim dvodimnezionalnim preparatima ove stanice nalikuju na polumjesec i nose naziv serozni polumjeseci.

### Kriterij oblika sekrecijskog dijela
- alveolarne žlijezde - stanice su u ovim žlijezdama raspoređene u sferičnom obliku.
- tubulusne žlijezde - stanice su raspoređene duguljasto, u obliku cijevi.
- alveotubulusne - sadrže i okrugle i cjevaste skupine sekrecijskih stanica.

### Kriterij složenosti struktura
- jednostavne žlijezde - imaju jedan ili više adenomera koji se otvaraju u jedan sekrecijski kanal.
- složene žlijezde - više se adenomera u ovom slučaju otvaraju u složeniju i razgranatu mrežu sekrecijskih kanala.